# 16958 Klaasen
16958 Klaasen este un asteroid care intersectează orbita planetei Marte.

## Descriere
16958 Klaasen este un asteroid care intersectează orbita planetei Marte. Asteroidul prezintă o orbită caracterizată de o semiaxă mare de 2,01 ua, o excentricitate de 0,29 și o înclinație de 42,0° în raport cu ecliptica.